# Ш̱
Cette page contient des caractères spéciaux ou non latins. S’ils s’affichent mal (▯, ?, etc.), consultez la page d’aide Unicode.
Ш̱ (minuscule : ш̱), appelé cha macron souscrit, est une lettre additionnelle de l’alphabet cyrillique utilisée dans certaines translittérations ou transcriptions phonétiques. Elle est composée du cha ‹ Ш › diacrité d’un macron souscrit.

## Utilisations
Dans la translittération de la devanagari hindi avec l’alphabet cyrillique, la Direction centrale du hindi (en) utilise le cha macron souscrit ‹ ш̱ › pour translittérer le ṣa ‹ ष ›. Le cha macron ‹ ш̄ › a aussi été utilisé à sa place.

## Représentation informatique
Le cha macron souscrit peut être représenté avec les caractères Unicode suivants :
- décomposé (cyrillique, diacritiques) :

| formes    | représentations | chaînes de caractères | points de code | descriptions                                                |
| --------- | --------------- | --------------------- | -------------- | ----------------------------------------------------------- |
| capitale  | Ш̱               | Ш◌̱                    | U+0428 U+0331  | lettre majuscule cyrillique cha diacritique macron souscrit |
| minuscule | ш̱               | ш◌̱                    | U+0448 U+0331  | lettre minuscule cyrillique cha diacritique macron souscrit |